# ATC код C
|  |  | Інформація, розміщена на даній сторінці служить тільки для ознайомлення. Займатись самолікуванням без медичної освіти, категорично забороняється. |

## (C) Лікарські засоби, що впливають на серцево-судинну систему систему
ATX код C (англ. ATC code C), «Препарати, що впливають на серцево-судинну систему» — 
розділ системи літеро-цифрових кодів Анатомічно-терапевтично-хімічної класифікації, розроблений Всесвітньою організацією охорони здоров'я для класифікації ліків та інших медичних продуктів застосовуваних людьми. Подібну структуру мають також коди ветеринарного застосування (АТХвет коди), які побудовані шляхом розміщення літери Q перед відповідним людським АТХ кодом (наприклад: QA04…) та містяться в окремому списку. Національні АТХ-класифікації по кожній країні можуть дещо відрізнятися та зазвичай включають додаткові коди.

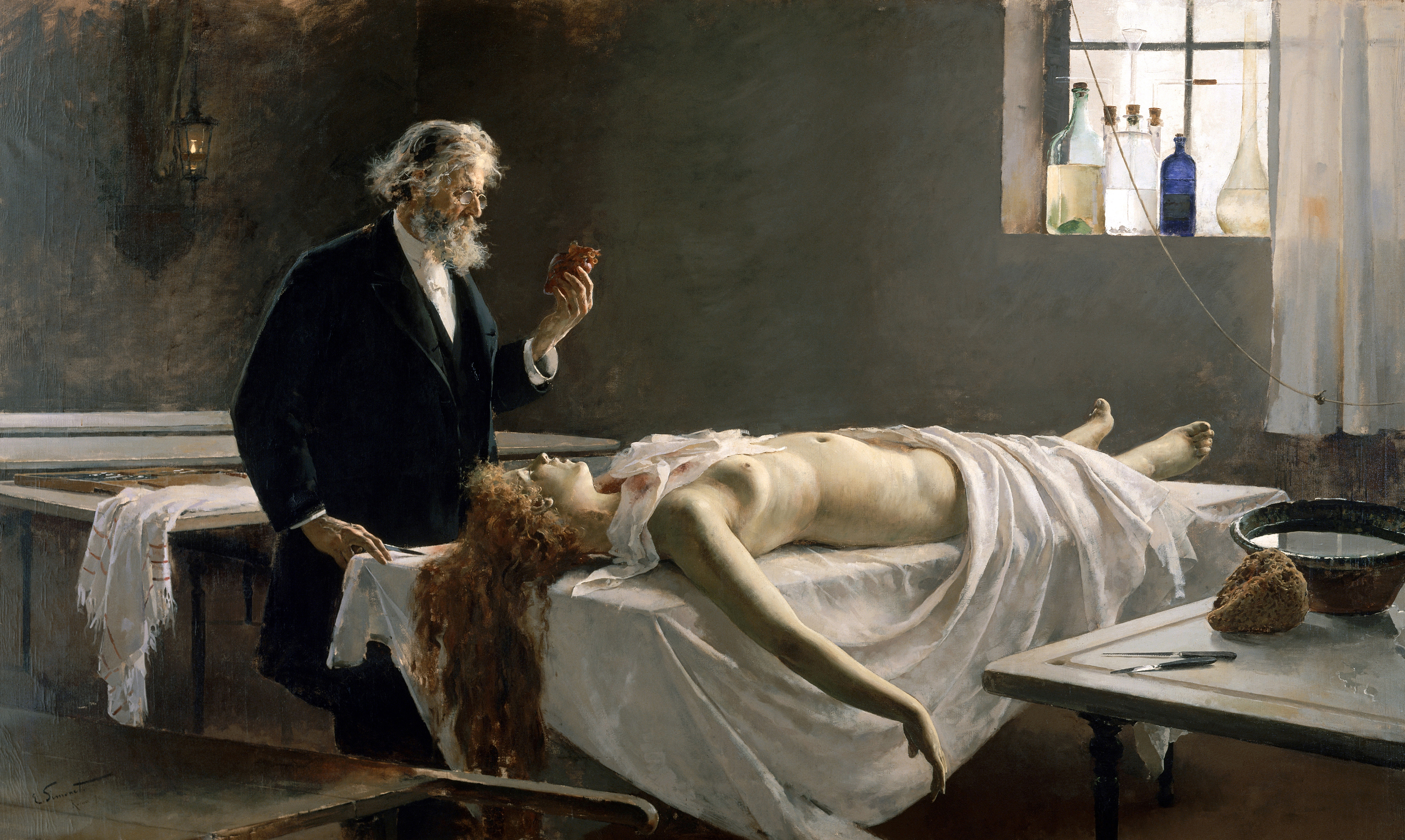
«Аутопсія серця», Енріке Сімоне, 1890

### (C01) Препарати для лікуваннязахворювань серця
| (C01A)    | Серцеві глікозиди                                                                    |
| (C01AA)   | Глікозиди наперстянки (дигіталісу)                                                   |
| (C01AA01) | Ацетилдигітоксин                                                                     |
| (C01AA02) | Ацетилдигоксин                                                                       |
| (C01AA03) | Листя наперстянки                                                                    |
| (C01AA04) | Дигітоксин                                                                           |
| (C01AA05) | Дигоксин                                                                             |
| (C01AA06) | Ланатозид C                                                                          |
| (C01AA07) | Десланозид                                                                           |
| (C01AA08) | Метилдигоксин                                                                        |
| (C01AA09) | Гітоформат                                                                           |
| (C01AA52) | Ацетилдигоксин, комбінації                                                           |
| (C01AB)   | Глікозиди проліска                                                                   |
| (C01AB01) | Просцилларідин                                                                       |
| (C01AB51) | Просцилларідин, комбінації                                                           |
| (C01AC)   | Глікозиди строфанту                                                                  |
| (C01AC01) | Строфантин-Г                                                                         |
| (C01AC03) | Цимарін                                                                              |
| (C01AX)   | Інші серцеві глікозиди                                                               |
| (C01AX02) | Перувозид                                                                            |
| (C01B)    | Антиаритмічні препарати, I та III класів                                             |
| (C01BA)   | Антиаритмічні препарати, клас Ia                                                     |
| (C01BA01) | Хінідин                                                                              |
| (C01BA02) | Прокаїнамід                                                                          |
| (C01BA03) | Дизопірамід                                                                          |
| (C01BA04) | Спартеїн                                                                             |
| (C01BA05) | Аймалін                                                                              |
| (C01BA08) | Праймалина                                                                           |
| (C01BA12) | Лораймалін                                                                           |
| (C01BA51) | Хінідин, комбінації виключаючи психолептики                                          |
| (C01BA71) | Хінідин, комбінації з психолептиками                                                 |
| (C01BB)   | Антиаритмічні препарати, клас Ib                                                     |
| (C01BB01) | Лідокаїн                                                                             |
| (C01BB02) | Мексилетин                                                                           |
| (C01BB03) | Токаїнід                                                                             |
| (C01BB04) | Апріндин                                                                             |
| (C01BC)   | Антиаритмічні препарати, клас Ic                                                     |
| (C01BC03) | Пропафенон                                                                           |
| (C01BC04) | Флекаїнід                                                                            |
| (C01BC07) | Лоркаїнід                                                                            |
| (C01BC08) | Енкаїнід                                                                             |
| (C01BC09) | Етацизин                                                                             |
| (C01BD)   | Антиаритмічні препарати, клас III                                                    |
| (C01BD01) | Аміодарон                                                                            |
| (C01BD02) | Бретилію тозилат                                                                     |
| (C01BD03) | Бунафтин                                                                             |
| (C01BD04) | Дофетилід                                                                            |
| (C01BD05) | Ібутилід                                                                             |
| (C01BD06) | Тедизаміл                                                                            |
| (C01BD07) | Дронедарон                                                                           |
| (C01BG)   | Інші антиаритмічні препарати, I та III класів                                        |
| (C01BG01) | Морацизин                                                                            |
| (C01BG07) | Цибензолін                                                                           |
| (C01BG11) | Вернакалант                                                                          |
| (C01C)    | Кардіотонічні стимулятори, виключаючи серцеві глікозиди                              |
| (C01CA)   | Адренергічні та допамінергічні препарати                                             |
| (C01CA01) | Етилефрин                                                                            |
| (C01CA02) | Ізопреналін                                                                          |
| (C01CA03) | Норадреналін                                                                         |
| (C01CA04) | Дофамін                                                                              |
| (C01CA05) | Норфенефрин                                                                          |
| (C01CA06) | Фенілефрин                                                                           |
| (C01CA07) | Добутамін                                                                            |
| (C01CA08) | Окседрин                                                                             |
| (C01CA09) | Метарамінол                                                                          |
| (C01CA10) | Метоксамін                                                                           |
| (C01CA11) | Мефентермін                                                                          |
| (C01CA12) | Диметофін                                                                            |
| (C01CA13) | Преналтерол                                                                          |
| (C01CA14) | Допексамін                                                                           |
| (C01CA15) | Гепефрин                                                                             |
| (C01CA16) | Ібопамін                                                                             |
| (C01CA17) | Мідодрін                                                                             |
| (C01CA18) | Октопамін                                                                            |
| (C01CA19) | Фенолдопам                                                                           |
| (C01CA21) | Кафедрін                                                                             |
| (C01CA22) | Арбутамін                                                                            |
| (C01CA23) | Теодреналін                                                                          |
| (C01CA24) | Епінефрин                                                                            |
| (C01CA25) | Амезінія метилсульфат                                                                |
| (C01CA26) | Ефедрин                                                                              |
| (C01CA27) | Дроксідопа                                                                           |
| (C01CA30) | Комбінації                                                                           |
| (C01CA51) | Етилефрин, комбінації                                                                |
| (C01CE)   | Інгібітори фосфодіестерази                                                           |
| (C01CE01) | Амрінон                                                                              |
| (C01CE02) | Мілринон                                                                             |
| (C01CE03) | Еноксімон                                                                            |
| (C01CE04) | Букладезин                                                                           |
| (C01CX)   | Інші кардіотонічні стимулятори                                                       |
| (C01CX06) | Ангіотензинамід                                                                      |
| (C01CX07) | Ксамотерол                                                                           |
| (C01CX08) | Левосимендан                                                                         |
| (C01D)    | Вазодилататори для лікування захворювань серця                                       |
| (C01CX)   | Органічні нітрати                                                                    |
| (C01DA02) | Тринітрат гліцерину                                                                  |
| (C01DA04) | Метилпропилпропандіол динітрат                                                       |
| (C01DA05) | Пентаеритрил тетранітрат                                                             |
| (C01DA07) | Пропатилнітрат                                                                       |
| (C01DA08) | Ізосорбід динітрат                                                                   |
| (C01DA09) | Тролнітрат                                                                           |
| (C01DA13) | Еритритил тетранітрат                                                                |
| (C01DA14) | Ізосорбіду мононітрат                                                                |
| (C01DA20) | Органічні нітрати в комбінації                                                       |
| (C01DA38) | Тенітрамін                                                                           |
| (C01DA52) | Тринітрат гліцерину, комбінації                                                      |
| (C01DA54) | Метилпропилпропандіол динітрат, комбінації                                           |
| (C01DA55) | Пентаеритрил тетранітрат, комбінації                                                 |
| (C01DA57) | Пропатилнітрат, комбінації                                                           |
| (C01DA58) | Ізосорбід динітрат, комбінації                                                       |
| (C01DA59) | Тролнітрат, комбінації                                                               |
| (C01DA63) | Еритритил тетранітрат, комбінації                                                    |
| (C01DA70) | Органічні нітрати в комбінації включаючи психолептики                                |
| (C01DB)   | Хінолонові вазодилататори                                                            |
| (C01DB01) | Флозеквінан                                                                          |
| (C01DX)   | Інші вазодилататори, які використовуються для лікування захворювань серця            |
| (C01DX01) | Ітраміна тозілат                                                                     |
| (C01DX02) | Прениламін                                                                           |
| (C01DX03) | Оксифедрин                                                                           |
| (C01DX04) | Бензіодарон                                                                          |
| (C01DX05) | Карбокромен                                                                          |
| (C01DX06) | Гексобендин                                                                          |
| (C01DX07) | Етафенон                                                                             |
| (C01DX08) | Гептамінол                                                                           |
| (C01DX09) | Імоламін                                                                             |
| (C01DX10) | Ділазеп                                                                              |
| (C01DX11) | Трапідил                                                                             |
| (C01DX12) | Молсідомін                                                                           |
| (C01DX13) | Ефлоксат                                                                             |
| (C01DX14) | Цинапазет                                                                            |
| (C01DX15) | Клорідарол                                                                           |
| (C01DX16) | Нікорандил                                                                           |
| (C01DX18) | Лінсидомін                                                                           |
| (C01DX19) | Несірітид                                                                            |
| (C01DX21) | Серелаксин                                                                           |
| (C01DX51) | Ітраміна тозілат, комбінації                                                         |
| (C01DX52) | Прениламін, комбінації                                                               |
| (C01DX53) | Оксифедрин, комбінації                                                               |
| (C01DX54) | Бензіодарон, комбінації                                                              |
| (C01E)    | Інші препарати для лікування захворювань серця [кардіологічні препарати]             |
| (C01EA)   | Простагландини                                                                       |
| (C01EA01) | Алпростадил                                                                          |
| (C01EB)   | Інші препарати для лікування захворювань серця [кардіологічні препарати]             |
| (C01EB02) | Камфора                                                                              |
| (C01EB03) | Індометацин                                                                          |
| (C01EB04) | Глікозиди гліду                                                                      |
| (C01EB05) | Креатинолфосфат                                                                      |
| (C01EB06) | Фосфокреатин                                                                         |
| (C01EB07) | Фруктозо-1,6-бісфосфат                                                               |
| (C01EB09) | Убіхінон                                                                             |
| (C01EB10) | Аденозин                                                                             |
| (C01EB11) | Тирацизин                                                                            |
| (C01EB13) | Акадезин                                                                             |
| (C01EB15) | Триметазидин                                                                         |
| (C01EB16) | Ібупрофен                                                                            |
| (C01EB17) | Івабрадин                                                                            |
| (C01EB18) | Ранолазин                                                                            |
| (C01EB21) | Регаденосон                                                                          |
| (C01EB22) | Мельдоній                                                                            |
| (C01EX)   | Інші комбіновані препарати для лікування захворювань серця [кардіологічні препарати] |

### (C02)Антигіпертензивні препарати
| (C02A)    | Антиадренергічні препарати, центральної дії                                              |
| (C02AA)   | Алкалоїди раувольфії                                                                     |
| (C02AA01) | Ресциннамін                                                                              |
| (C02AA02) | Резерпін                                                                                 |
| (C02AA03) | Комбінації для алкалоїдів раувольфії                                                     |
| (C02AA04) | Алкалоїди раувольфії, весь корінь                                                        |
| (C02AA05) | Десерпідин                                                                               |
| (C02AA06) | Метосерпідин                                                                             |
| (C02AA07) | Біетазерпін                                                                              |
| (C02AA52) | Резерпін, комбінації                                                                     |
| (C02AA53) | Комбінації для алкалоїдів раувольфії, комбінації (з іншими препаратами)                  |
| (C02AA57) | Біетазерпін, комбінації                                                                  |
| (C02AB)   | Метилдопа                                                                                |
| (C02AB01) | Метилдопа (лівообертальна)                                                               |
| (C02AB02) | Метилдопа (рацемічна суміш)                                                              |
| (C02AC)   | Антагоністи імідазолінових рецепторів                                                    |
| (C02AC01) | Клонідин                                                                                 |
| (C02AC02) | Гуанфацин                                                                                |
| (C02AC04) | Толонідин                                                                                |
| (C02AC05) | Моксонідин                                                                               |
| (C02AC06) | Рілменідин                                                                               |
| (C02B)    | Антиадренергічні препарати, Гангліоблокатори                                             |
| (C02BA)   | Сульфонієві похідні                                                                      |
| (C02BA01) | Триметафан                                                                               |
| (C02BB)   | Вторинні та третинні аміни                                                               |
| (C02BB01) | Мекамиламін                                                                              |
| (C02BC)   | Бісчетвертинні амонієві сполуки                                                          |
| (C02C)    | Антиадренергічні препарати, периферичної дії                                             |
| (C02CA)   | Антагоністи альфа-адренорецепторів                                                       |
| (C02CA01) | Празозин                                                                                 |
| (C02CA02) | Індорамін                                                                                |
| (C02CA03) | Трімазозин                                                                               |
| (C02CA04) | Доксазозин                                                                               |
| (C02CA06) | Урапідил                                                                                 |
| (C02CC)   | Гуанідинові похідні                                                                      |
| (C02CC01) | Бетанідин                                                                                |
| (C02CC02) | Гуанетідин                                                                               |
| (C02CC03) | Гуаноксан                                                                                |
| (C02CC04) | Дебрізохін                                                                               |
| (C02CC05) | Гуаноклор                                                                                |
| (C02CC06) | Гуаназодин                                                                               |
| (C02CC07) | Гуаноксабенз                                                                             |
| (C02D)    | Препарати, які впливають на артеріоли Гладенької мускулатури                             |
| (C02DA)   | Тіазідні похідні                                                                         |
| (C02DA01) | Діазооксиди                                                                              |
| (C02DB)   | Гідразинофталазинові похідні                                                             |
| (C02DB01) | Дигідралазин                                                                             |
| (C02DB02) | Гідралазин                                                                               |
| (C02DB03) | Ендралазин                                                                               |
| (C02DB04) | Кадралазин                                                                               |
| (C02DC)   | Піримідинові похідні                                                                     |
| (C02DC01) | Міноксидил                                                                               |
| (C02DD)   | Нітроферриціанідні похідні                                                               |
| (C02DD01) | Нітропрусид                                                                              |
| (C02DG)   | Гуанідинові похідні                                                                      |
| (C02DG01) | Пінацидил                                                                                |
| (C02K)    | Інші антигіпертензивні препарати                                                         |
| (C02KA)   | Алкалоїди, виключаючи раувольфії                                                         |
| (C02KA01) | Вератрин                                                                                 |
| (C02KB)   | Інгібітори тирозингідроксилази                                                           |
| (C02KB01) | Метірозин                                                                                |
| (C02KC)   | Інгібітори МАО                                                                           |
| (C02KC01) | Паргилін                                                                                 |
| (C02KD)   | Антагоністи серотоніна                                                                   |
| (C02KD01) | Кетансерин                                                                               |
| (C02KX)   | Антигіпертензивні препарати для лікування захворювань легеневої артеріальної гіпертензії |
| (C02KX01) | Босентан                                                                                 |
| (C02KX02) | Амбрізентан                                                                              |
| (C02KX03) | Ситаксентан                                                                              |
| (C02KX04) | Мацитентан                                                                               |
| (C02KX05) | Ріоцигуат                                                                                |
| (C02L)    | Антигіпертензивні препарати та діуретики в комбінації                                    |
| (C02LA)   | Алкалоїди раувольфії та діуретики в комбінації                                           |
| (C02LA01) | Резерпін та діуретики                                                                    |
| (C02LA02) | Ресциннамін та діуретики                                                                 |
| (C02LA03) | Десерпідин та діуретики                                                                  |
| (C02LA04) | Метосерпідин та діуретики                                                                |
| (C02LA07) | Біетазерпін та діуретики                                                                 |
| (C02LA08) | Алкалоїди раувольфії, весь корінь та діуретики                                           |
| (C02LA09) | Сіросингопін та діуретики                                                                |
| (C02LA50) | Комбінації для алкалоїдів раувольфії та діуретики включаючи інші комбінації              |
| (C02LA51) | Резерпін та діуретики, комбінації з іншими препаратами                                   |
| (C02LA52) | Ресциннамін та діуретики, комбінації з іншими препаратами                                |
| (C02LA71) | Резерпін та діуретики, комбінації з психолептиками                                       |
| (C02LB)   | Метилдопа та діуретики в комбінації                                                      |
| (C02LB01) | Метилдопа (лівообертальна) та діуретики                                                  |
| (C02LC)   | Антагоністи імідазолінових рецепторів в комбінації з діуретиками                         |
| (C02LC01) | Клонідин та діуретики                                                                    |
| (C02LC05) | Моксонідин та діуретики                                                                  |
| (C02LC51) | Клонідин та діуретики, комбінації з іншими препаратами                                   |
| (C02LE)   | Антагоністи альфа-адренорецепторів та діуретики                                          |
| (C02LE01) | Празозин та діуретики                                                                    |
| (C02LF)   | Гуанідинові похідні та діуретики                                                         |
| (C02LF01) | Гуанетідин та діуретики                                                                  |
| (C02LG)   | Гідразинофталазинові похідні та діуретики                                                |
| (C02LG01) | Дигідралазин та діуретики                                                                |
| (C02LG02) | Гідралазин та діуретики                                                                  |
| (C02LG03) | Пікодралазин та діуретики                                                                |
| (C02LG51) | Дигідралазин та діуретики, комбінації з іншими препаратами                               |
| (C02LG73) | Пікодралазин та діуретики, комбінації з іншими препаратами                               |
| (C02LK)   | Алкалоїди, виключаючи раувольфії, в комбінації з діуретиками                             |
| (C02LK01) | Вератрин та діуретики                                                                    |
| (C02LL)   | Інгібітори МАО та діуретики                                                              |
| (C02LL01) | Паргилін та діуретики                                                                    |
| (C02LN)   | Антагоністи серотоніна та діуретики                                                      |
| (C02LX)   | Інші антигіпертензивні препарати та діуретики                                            |
| (C02LX01) | Пінацидил та діуретики                                                                   |
| (C02N)    | Комбінації для антигіпертензивних препаратів в ATX — гр. C                               |

### (C03)Діуретики[сечогінні препарати]
| (C03A)    | Низькоактивні діуретики, тіазиди                          |
| (C03AA)   | Тіазіди, прості                                           |
| (C03AA01) | Бендрофлуметіазид                                         |
| (C03AA02) | Гідрофлуметіазид                                          |
| (C03AA03) | Гідрохлоротіазид                                          |
| (C03AA04) | Хлоротіазид                                               |
| (C03AA05) | Політіазид                                                |
| (C03AA06) | Трихлорметіазид                                           |
| (C03AA07) | Циклопентіазид                                            |
| (C03AA08) | Метиклотіазид                                             |
| (C03AA09) | Циклотіазид                                               |
| (C03AA13) | Мебутизид                                                 |
| (C03AB)   | Тіазіди та калій в комбінації                             |
| (C03AB01) | Бендрофлуметіазид та калій                                |
| (C03AB02) | Гідрофлуметіазид та калій                                 |
| (C03AB03) | Гідрохлоротіазид та калій                                 |
| (C03AB04) | Хлоротіазид та калій                                      |
| (C03AB05) | Політіазид та калій                                       |
| (C03AB06) | Трихлорметіазид та калій                                  |
| (C03AB07) | Циклопентіазид та калій                                   |
| (C03AB08) | Метиклотіазид та калій                                    |
| (C03AB09) | Циклотіазид та калій                                      |
| (C03AH)   | Тіазіди, комбінації з психолептиками та/або анальгетиками |
| (C03AH01) | Хлоротіазид, комбінації                                   |
| (C03AH02) | Гідрофлуметіазид, комбінації                              |
| (C03AX)   | Тіазіди, комбінації з іншими препаратами                  |
| (C03AX01) | Гідрохлоротіазид, комбінації                              |
| (C03B)    | Низькоактивні діуретики, виключаючи тіазиди               |
| (C03BA)   | Сульфаміди, прості                                        |
| (C03BA02) | Хінетазон                                                 |
| (C03BA03) | Клопамід                                                  |
| (C03BA04) | Хлорталідон                                               |
| (C03BA05) | Мефрусид                                                  |
| (C03BA07) | Клофенамід                                                |
| (C03BA08) | Метолазон                                                 |
| (C03BA09) | Метикран                                                  |
| (C03BA10) | Ксипамід                                                  |
| (C03BA11) | Індапамід                                                 |
| (C03BA12) | Клорексолон                                               |
| (C03BA13) | Фенквізон                                                 |
| (C03BA82) | Клорексолон, комбінації з психолептиками                  |
| (C03BB)   | Сульфаміди та калій в комбінації                          |
| (C03BB02) | Хінетазон та калій                                        |
| (C03BB03) | Клопамід та калій                                         |
| (C03BB04) | Хлорталідон та калій                                      |
| (C03BB05) | Мефрусид та калій                                         |
| (C03BB07) | Клофенамід та калій                                       |
| (C03BC)   | Ртутні діуретики                                          |
| (C03BC01) | Мерсалил                                                  |
| (C03BD)   | Похідні ксантину                                          |
| (C03BD01) | Теобромін                                                 |
| (C03BK)   | Сульфаміди, комбінації з іншими препаратами               |
| (C03BX)   | Інші низькоактивні діуретики                              |
| (C03BX03) | Циклетанін                                                |
| (C03C)    | Високоактивні діуретики                                   |
| (C03CA)   | Сульфаміди, прості                                        |
| (C03CA01) | Фуросемід                                                 |
| (C03CA02) | Буметанід                                                 |
| (C03CA03) | Піретанід                                                 |
| (C03CA04) | Торасемід                                                 |
| (C03CB)   | Сульфаміди та калій в комбінації                          |
| (C03CB01) | Фуросемід та калій                                        |
| (C03CB02) | Буметанід та калій                                        |
| (C03CC)   | Похідні арилоксиуксусної кислоти                          |
| (C03CC01) | Етакринова кислота                                        |
| (C03CC02) | Тиенілова кислота                                         |
| (C03CD)   | Похідні піразолону                                        |
| (C03CD01) | Музолімін                                                 |
| (C03CX)   | Інші високоактивні діуретики                              |
| (C03CX01) | Етозолін                                                  |
| (C03D)    | Калійзберігаючі препарати                                 |
| (C03DA)   | Антагоністи альдостерону                                  |
| (C03DA01) | Спіронолактон                                             |
| (C03DA02) | Калій канреноат                                           |
| (C03DA03) | Канренон                                                  |
| (C03DA04) | Еплеренон                                                 |
| (C03DB)   | Інші калійзберігаючі препарати                            |
| (C03DB01) | Амілорид                                                  |
| (C03DB02) | Тріамтерен                                                |
| (C03E)    | Діуретики та калійзберігаючі препарати в комбінації       |
| (C03EA)   | Низькоактивні діуретики та калійзберігаючі препарати      |
| (C03EA01) | Гідрохлоротіазид та калійзберігаючі препарати             |
| (C03EA02) | Трихлорметіазид та калійзберігаючі препарати              |
| (C03EA03) | Епітизид та калійзберігаючі препарати                     |
| (C03EA04) | Алтизид та калійзберігаючі препарати                      |
| (C03EA05) | Мебутизид та калійзберігаючі препарати                    |
| (C03EA06) | Хлорталідон та калійзберігаючі препарати                  |
| (C03EA07) | Циклопентіазид та калійзберігаючі препарати               |
| (C03EA12) | Метолазон та калійзберігаючі препарати                    |
| (C03EA13) | Бендрофлуметіазид та калійзберігаючі препарати            |
| (C03EA14) | Бутизид та калійзберігаючі препарати                      |
| (C03EB)   | Високоактивні діуретики та калійзберігаючі препарати      |
| (C03EB01) | Фуросемід та калійзберігаючі препарати                    |
| (C03EB02) | Буметанід та калійзберігаючі препарати                    |
| (C03X)    | Інші діуретики                                            |
| (C03XA)   | Антагоністи вазопресину                                   |
| (C03XA01) | Тольваптан                                                |
| (C03XA02) | Коніваптан                                                |

### (C04) Периферичні вазодилататори
| (C04A)    | Периферичні вазодилататори            |
| (C04AA)   | Похідні 2-аміно-1-фенілетанола        |
| (C04AA01) | Ізоксуприн                            |
| (C04AA02) | Буфенін                               |
| (C04AA31) | Баметан                               |
| (C04AB)   | Похідні імідазоліну                   |
| (C04AB01) | Фентоламін                            |
| (C04AB02) | Толазолін                             |
| (C04AC)   | Нікотинова кислота та її похідні      |
| (C04AC01) | Нікотинова кислота                    |
| (C04AC02) | Нікотиніловий спирт (піридилкарбінол) |
| (C04AC03) | Інозитола нікотинат                   |
| (C04AC07) | Циклонікат                            |
| (C04AD)   | Похідні пурину                        |
| (C04AD01) | Пентифиллін                           |
| (C04AD02) | Ксантинола нікотинат                  |
| (C04AD03) | Пентоксифілін                         |
| (C04AD04) | Етофилліна нікотинат                  |
| (C04AE)   | Алкалоїди ріжки                       |
| (C04AE01) | Ерголоїда месилат                     |
| (C04AE02) | Ніцерголін                            |
| (C04AE04) | Дигідроергокрістин                    |
| (C04AE51) | Етофилліна нікотинат, комбінації      |
| (C04AE54) | Дигідроергокрістин, комбінації        |
| (C04AF)   | Ензими                                |
| (C04AF01) | Каллідиногеназа                       |
| (C04AX)   | Інші периферичні вазодилататори       |
| (C04AX01) | Цикланделат                           |
| (C04AX02) | Феноксибензамін                       |
| (C04AX07) | Вінкамін                              |
| (C04AX10) | Моксізилит                            |
| (C04AX11) | Бенциклан                             |
| (C04AX17) | Вінбурнін                             |
| (C04AX19) | Сулкотидил                            |
| (C04AX20) | Буфломедил                            |
| (C04AX21) | Нафтидрофурил                         |
| (C04AX23) | Буталамін                             |
| (C04AX24) | Віснадин                              |
| (C04AX26) | Цетіедил                              |
| (C04AX27) | Цинепазид                             |
| (C04AX28) | Іфенпродил                            |
| (C04AX30) | Азапетин                              |
| (C04AX32) | Фасуділ                               |

### (C05)Ангіопротектори[en]
| (C05A)    | Препарати для лікування геморою та анальних тріщин для місцевого застосування      |
| (C05AA)   | Кортикостероїди                                                                    |
| (C05AA01) | Гідрокортизон                                                                      |
| (C05AA04) | Преднізолон                                                                        |
| (C05AA05) | Бетаметазон                                                                        |
| (C05AA06) | Флуорометолон                                                                      |
| (C05AA08) | Флуокортолон                                                                       |
| (C05AA09) | Дексаметазон                                                                       |
| (C05AA10) | Флуоцинолона ацетонід                                                              |
| (C05AA11) | Флуоцинонід                                                                        |
| (C05AA12) | Триамцинолон                                                                       |
| (C05AB)   | Антибіотики                                                                        |
| (C05AD)   | Місцеві анестетики                                                                 |
| (C05AD01) | Лідокаїн                                                                           |
| (C05AD02) | Тетракаїн                                                                          |
| (C05AD03) | Бензокаїн                                                                          |
| (C05AD04) | Цинхокаїн                                                                          |
| (C05AD05) | Прокаїн                                                                            |
| (C05AD06) | Оксетакаїн                                                                         |
| (C05AD07) | Прамокаїн                                                                          |
| (C05AE)   | Міорелаксанти                                                                      |
| (C05AE01) | Тринітрат гліцерину                                                                |
| (C05AE02) | Ізосорбід динітрат                                                                 |
| (C05AE03) | Дилтіазем                                                                          |
| (C05AX)   | Інші препарати для лікування геморою та анальних тріщин для місцевого застосування |
| (C05AX01) | Алюмінієві препарати                                                               |
| (C05AX02) | Бісмутові препарати                                                                |
| (C05AX03) | Інші препарати, комбінації                                                         |
| (C05AX04) | Цинкові препарати                                                                  |
| (C05AX05) | Трибенозид                                                                         |
| (C05B)    | Антиварикозна терапія                                                              |
| (C05BA)   | Гепарин або Гепариноїди для місцевого лікування                                    |
| (C05BA01) | Органо-гепариноїд                                                                  |
| (C05BA02) | Аполат натрію                                                                      |
| (C05BA03) | Гепарин                                                                            |
| (C05BA04) | Пентозан полисульфат натрію                                                        |
| (C05BA51) | Гепариноїд, комбінації                                                             |
| (C05BA53) | Гепарин, комбінації                                                                |
| (C05BB)   | Склерозуючі препарати для локального введення                                      |
| (C05BB01) | Моноетаноламіна олеат                                                              |
| (C05BB02) | Полідоканол                                                                        |
| (C05BB03) | Інвертний цукор                                                                    |
| (C05BB04) | Тетрадецил сульфат натрію                                                          |
| (C05BB05) | Фенол                                                                              |
| (C05BB56) | Глюкоза, комбінації                                                                |
| (C05BX)   | Інші склерозуючі препарати                                                         |
| (C05BX01) | Добезилат кальцію                                                                  |
| (C05BX51) | Добезилат кальцію, комбінації                                                      |
| (C05C)    | Капіляростабілізуючі препарати                                                     |
| (C05CA)   | Біофлавоноїди                                                                      |
| (C05CA01) | Рутозид                                                                            |
| (C05CA02) | Моноксерутин                                                                       |
| (C05CA03) | Діосмін                                                                            |
| (C05CA04) | Троксерутин                                                                        |
| (C05CA05) | Гідросмін                                                                          |
| (C05CA51) | Рутозид, комбінації                                                                |
| (C05CA53) | Діосмін, комбінації                                                                |
| (C05CA54) | Троксерутин, комбінації                                                            |
| (C05CX)   | Інші капіляростабілізуючі препарати                                                |
| (C05CX01) | Трибенозид                                                                         |
| (C05CX02) | Нафтазон                                                                           |
| (C05CX03) | Насінна рідина гіркокаштану звичайного                                             |

### (C07)Бета-блокатори
| (C07A)    | Бета-блокатори                                                    |
| (C07AA)   | Бета-блокатори, неселективні                                      |
| (C07AA01) | Алпренолол                                                        |
| (C07AA02) | Окспренолол                                                       |
| (C07AA03) | Піндолол                                                          |
| (C07AA05) | Пропранолол                                                       |
| (C07AA06) | Тимолол                                                           |
| (C07AA07) | Соталол                                                           |
| (C07AA12) | Надолол                                                           |
| (C07AA14) | Мепіндолол                                                        |
| (C07AA15) | Картеол                                                           |
| (C07AA16) | Тертатолол                                                        |
| (C07AA17) | Бопіндолол                                                        |
| (C07AA19) | Бупранолол                                                        |
| (C07AA23) | Пенбутолол                                                        |
| (C07AA27) | Клоранолол                                                        |
| (C07AA57) | Соталол, комбінації                                               |
| (C07AB)   | Бета-блокатори, селективні                                        |
| (C07AB01) | Практолол                                                         |
| (C07AB02) | Метопролол                                                        |
| (C07AB03) | Атенолол                                                          |
| (C07AB04) | Ацебутолол                                                        |
| (C07AB05) | Бетаксолол                                                        |
| (C07AB06) | Бевантолол                                                        |
| (C07AB07) | Бісопролол                                                        |
| (C07AB08) | Целіпролол                                                        |
| (C07AB09) | Есмолол                                                           |
| (C07AB10) | Епанолол                                                          |
| (C07AB11) | S-атенолол                                                        |
| (C07AB12) | Небіволол                                                         |
| (C07AB13) | Талінолол                                                         |
| (C07AB52) | Метопролол, комбінації                                            |
| (C07AB57) | Бісопролол, комбінації                                            |
| (C07AG)   | Альфа- та бета-блокатори                                          |
| (C07AG01) | Лабеталол                                                         |
| (C07AG02) | Карведилол                                                        |
| (C07B)    | Бета-блокатори та тіазіди                                         |
| (C07BA)   | Бета-блокатори, неселективні, та тіазіди                          |
| (C07BA02) | Окспренолол та тіазіди                                            |
| (C07BA05) | Пропранолол та тіазіди                                            |
| (C07BA06) | Тимолол та тіазіди                                                |
| (C07BA07) | Соталол та тіазіди                                                |
| (C07BA12) | Надолол та тіазіди                                                |
| (C07BA68) | Метипранолол та тіазіди, комбінації                               |
| (C07BB)   | Бета-блокатори, селективні, та тіазіди                            |
| (C07BB02) | Метопролол та тіазіди                                             |
| (C07BB03) | Атенолол та тіазіди                                               |
| (C07BB04) | Ацебутолол та тіазіди                                             |
| (C07BB06) | Бевантолол та тіазіди                                             |
| (C07BB07) | Бісопролол та тіазіди                                             |
| (C07BB12) | Небіволол та тіазіди                                              |
| (C07BB52) | Метопролол та тіазіди, комбінації                                 |
| (C07BG)   | Альфа- та бета-блокатори та тіазіди                               |
| (C07BG01) | Лабеталол та тіазіди                                              |
| (C07C)    | Бета-блокатори та інші діуретики                                  |
| (C07CA)   | Бета-блокатори, неселективні, та інші діуретики                   |
| (C07CA02) | Окспренолол та інші діуретики                                     |
| (C07CA03) | Піндолол та інші діуретики                                        |
| (C07CA17) | Бопіндолол та інші діуретики                                      |
| (C07CA23) | Пенбутолол та інші діуретики                                      |
| (C07CB)   | Бета-блокатори, селективні, та інші діуретики                     |
| (C07CB02) | Метопролол та інші діуретики                                      |
| (C07CB03) | Атенолол та інші діуретики                                        |
| (C07CB53) | Атенолол та інші діуретики, комбінації                            |
| (C07CG)   | Альфа- та бета-блокатори та інші діуретики                        |
| (C07CG01) | Лабеталол та інші діуретики                                       |
| (C07D)    | Бета-блокатори, тіазіди та інші діуретики                         |
| (C07DA)   | Бета-блокатори, неселективні, тіазіди та інші діуретики           |
| (C07DA06) | Тимолол, тіазіди та інші діуретики                                |
| (C07DB)   | Бета-блокатори, селективні, тіазіди та інші діуретики             |
| (C07DB01) | Атенолол, тіазіди та інші діуретики                               |
| (C07E)    | Бета-блокатори та вазодилататори                                  |
| (C07EA)   | Бета-блокатори, неселективні, та вазодилататори                   |
| (C07EB)   | Бета-блокатори, селективні, та вазодилататори                     |
| (C07F)    | Бета-блокатори та антигіпертензивні препарати                     |
| (C07FA)   | Бета-блокатори, неселективні, та інші антигіпертензивні препарати |
| (C07FA05) | Пропранолол та інші антигіпертензивні препарати                   |
| (C07FB)   | Бета-блокатори, селективні, та інші антигіпертензивні препарати   |
| (C07FB02) | Метопролол та інші антигіпертензивні препарати                    |
| (C07FB03) | Атенолол та інші антигіпертензивні препарати                      |
| (C07FB07) | Бісопролол та інші антигіпертензивні препарати                    |
| (C07FB12) | Небіволол та інші антигіпертензивні препарати                     |

### (C08)Блокатори кальцієвих каналів
| (C08C)    | Селективні блокатори кальцієвих каналів з переважною дією на судини      |
| (C08CA)   | Похідні дигідропирідину                                                  |
| (C08CA01) | Амлодипін                                                                |
| (C08CA02) | Фелодипін                                                                |
| (C08CA03) | Ісрадипін                                                                |
| (C08CA04) | Нікардипін                                                               |
| (C08CA05) | Ніфедипін                                                                |
| (C08CA06) | Німодипін                                                                |
| (C08CA07) | Нізольдипін                                                              |
| (C08CA08) | Нітрендипін                                                              |
| (C08CA09) | Лацидипін                                                                |
| (C08CA10) | Нільвадипін                                                              |
| (C08CA11) | Манідипін                                                                |
| (C08CA12) | Барнідипін                                                               |
| (C08CA13) | Лерканідипін                                                             |
| (C08CA14) | Цилнідипін                                                               |
| (C08CA15) | Бенідипін                                                                |
| (C08CA16) | Клевідипін                                                               |
| (C08CA17) | Левамлодипін                                                             |
| (C08CA55) | Ніфедипін, комбінації                                                    |
| (C08CX)   | Інші селективні блокатори кальцієвих каналів з переважною дією на судини |
| (C08CX01) | Мібефрадил                                                               |
| (C08D)    | Селективні блокатори кальцієвих каналів з прямою дією на серце           |
| (C08DA)   | Похідні фенілалкиламіну                                                  |
| (C08DA01) | Верапаміл                                                                |
| (C08DA02) | Галопаміл                                                                |
| (C08DA51) | Верапаміл, комбінації                                                    |
| (C08DB)   | Похідні бензотіазепіну                                                   |
| (C08DB01) | Дилтіазем                                                                |
| (C08E)    | Неселективні блокатори кальцієвих каналів                                |
| (C08EA)   | Похідні фенілалкиламіну                                                  |
| (C08EA01) | Фенділін                                                                 |
| (C08EA02) | Бепридил                                                                 |
| (C08EX)   | Інші неселективні блокатори кальцієвих каналів                           |
| (C08EX01) | Лідофлазин                                                               |
| (C08EX02) | Пергекселин                                                              |
| (C08G)    | Блокатори кальцієвих каналів та діуретики                                |
| (C08GA)   | Блокатори кальцієвих каналів та діуретики                                |
| (C08GA01) | Ніфедипін та діуретики                                                   |
| (C08GA02) | Амлодипін та діуретики                                                   |

### (C09) Препарати, які вливають наренін-ангіотензинову систему
| (C09A)    | Інгібітори АПФ, прості                                                 |
| (C09AA)   | Інгібітори АПФ, прості                                                 |
| (C09AA01) | Каптоприл                                                              |
| (C09AA02) | Еналаприл                                                              |
| (C09AA03) | Лізиноприл                                                             |
| (C09AA04) | Периндоприл                                                            |
| (C09AA05) | Раміприл                                                               |
| (C09AA06) | Квінаприл                                                              |
| (C09AA07) | Беназеприл                                                             |
| (C09AA08) | Цилазаприл                                                             |
| (C09AA09) | Фозиноприл                                                             |
| (C09AA10) | Трандолаприл                                                           |
| (C09AA11) | Спіраприл                                                              |
| (C09AA12) | Делаприл                                                               |
| (C09AA13) | Моексиприл                                                             |
| (C09AA14) | Темокапріл                                                             |
| (C09AA15) | Зофеноприл                                                             |
| (C09AA16) | Імідаприл                                                              |
| (C09B)    | Інгібітори АПФ, комбінації                                             |
| (C09BA)   | Інгібітори АПФ та діуретики                                            |
| (C09BA01) | Каптоприл та діуретики                                                 |
| (C09BA02) | Еналаприл та діуретики                                                 |
| (C09BA03) | Лізиноприл та діуретики                                                |
| (C09BA04) | Периндоприл та діуретики                                               |
| (C09BA05) | Раміприл та діуретики                                                  |
| (C09BA06) | Квінаприл та діуретики                                                 |
| (C09BA07) | Беназеприл та діуретики                                                |
| (C09BA08) | Цилазаприл та діуретики                                                |
| (C09BA09) | Фозиноприл та діуретики                                                |
| (C09BA12) | Делаприл та діуретики                                                  |
| (C09BA13) | Моексиприл та діуретики                                                |
| (C09BA15) | Зофеноприл та діуретики                                                |
| (C09BB)   | Інгібітори АПФ та блокатори кальцієвих каналів                         |
| (C09BB02) | Еналаприл та лерканідипін                                              |
| (C09BB03) | Лізиноприл та амлодипін                                                |
| (C09BB04) | Периндоприл та амлодипін                                               |
| (C09BB05) | Раміприл та фелодипін                                                  |
| (C09BB06) | Еналаприл та нітрендипін                                               |
| (C09BB07) | Раміприл та амлодипін                                                  |
| (C09BB10) | Трандолаприл та верапаміл                                              |
| (C09BB12) | Делаприл та манідипін                                                  |
| (C09BX)   | Інгібітори АПФ, інші комбінації                                        |
| (C09BX01) | Периндоприл, амлодипін та індапамід                                    |
| (C09BX02) | Периндоприл та бісопролол                                              |
| (C09C)    | Антагоністи рецепторів ангіотензину-II, прості                         |
| (C09CA)   | Антагоністи рецепторів ангіотензину-II, прості                         |
| (C09CA01) | Лозартан                                                               |
| (C09CA02) | Епросартан                                                             |
| (C09CA03) | Валсартан                                                              |
| (C09CA04) | Ірбесартан                                                             |
| (C09CA05) | Тазозартан                                                             |
| (C09CA06) | Кандесартан                                                            |
| (C09CA07) | Телмісартан                                                            |
| (C09CA08) | Олмесартан медоксоміл                                                  |
| (C09CA09) | Азилсартан медоксоміл                                                  |
| (C09CA10) | Фімасартан                                                             |
| (C09D)    | Антагоністи рецепторів ангіотензину-II, комбінації                     |
| (C09DA)   | Антагоністи рецепторів ангіотензину-II та діуретики                    |
| (C09DA01) | Лозартан та діуретики                                                  |
| (C09DA02) | Епросартан та діуретики                                                |
| (C09DA03) | Валсартан та діуретики                                                 |
| (C09DA04) | Ірбесартан та діуретики                                                |
| (C09DA06) | Кандесартан та діуретики                                               |
| (C09DA07) | Телмісартан та діуретики                                               |
| (C09DA08) | Олмесартан медоксоміл та діуретики                                     |
| (C09DA09) | Азилсартан медоксоміл та діуретики                                     |
| (C09DB)   | Антагоністи рецепторів ангіотензину-II та блокатори кальцієвих каналів |
| (C09DB01) | Валсартан та амлодипін                                                 |
| (C09DB02) | Олмесартан медоксоміл та амлодипін                                     |
| (C09DB04) | Телмісартан та амлодипін                                               |
| (C09DB05) | Ірбесартан та амлодипін                                                |
| (C09DB06) | Лозартан та амлодипін                                                  |
| (C09DB07) | Кандесартан та амлодипін                                               |
| (C09DB08) | Валсартан та лерканідипін                                              |
| (C09DX)   | Антагоністи рецепторів ангіотензину-II, інші комбінації                |
| (C09DX01) | Валсартан, амлодипін та гідрохлоротіазид                               |
| (C09DX02) | Валсартан та аліскірен                                                 |
| (C09DX03) | Олмесартан медоксоміл, амлодипін та гідрохлоротіазид                   |
| (C09DX04) | Валсартан та сакубітріл                                                |
| (C09X)    | Інші препарати, які вливають на ренін-ангіотензинову систему           |
| (C09XA)   | Інгібітор реніну                                                       |
| (C09XA01) | Ремікірен                                                              |
| (C09XA02) | Аліскірен                                                              |
| (C09XA52) | Аліскірен та гідрохлоротіазид                                          |
| (C09XA53) | Аліскірен та амлодипін                                                 |
| (C09XA54) | Аліскірен, амлодипін та гідрохлоротіазид                               |

### (C10)Ліпід-модифікуючі препарати
| (C10A)    | Ліпід-модифікуючі препарати, прості                                               |
| (C10AA)   | Інгібітори 3-гідрокси-3-метилглютарил-кофермент А редуктази (ГМГ КА редуктази)    |
| (C10AA01) | Симвастатин                                                                       |
| (C10AA02) | Ловастатин                                                                        |
| (C10AA03) | Правастатин                                                                       |
| (C10AA04) | Флувастатин                                                                       |
| (C10AA05) | Аторвастатин                                                                      |
| (C10AA06) | Церивастатин                                                                      |
| (C10AA07) | Розувастатин                                                                      |
| (C10AA08) | Пітавастатин                                                                      |
| (C10AB)   | Фібрати                                                                           |
| (C10AB01) | Клофібрат                                                                         |
| (C10AB02) | Безафібрат                                                                        |
| (C10AB03) | Клофібрат алюмінію                                                                |
| (C10AB04) | Гемфіброзил                                                                       |
| (C10AB05) | Фенофібрат                                                                        |
| (C10AB06) | Симфібрат                                                                         |
| (C10AB07) | Роніфібрат                                                                        |
| (C10AB08) | Ципрофібрат                                                                       |
| (C10AB09) | Етофібрат                                                                         |
| (C10AB10) | Клофібрід                                                                         |
| (C10AB11) | Фенофібрат холіну                                                                 |
| (C10AC)   | Секвестранти жовчних кислот                                                       |
| (C10AC01) | Колестирамін                                                                      |
| (C10AC02) | Колестипол                                                                        |
| (C10AC03) | Колекстран                                                                        |
| (C10AC04) | Колесевелам                                                                       |
| (C10AD)   | Нікотинова кислота та похідні                                                     |
| (C10AD01) | Ніцеритрол                                                                        |
| (C10AD02) | Нікотинова кислота                                                                |
| (C10AD03) | Нікофураноза                                                                      |
| (C10AD04) | Нікотинат алюмінію                                                                |
| (C10AD05) | Нікотиніловий спирт (піридилкарбінол)                                             |
| (C10AD06) | Аціпімокс                                                                         |
| (C10AD52) | Нікотинова кислота, комбінації                                                    |
| (C10AX)   | Інші ліпід-модифікуючі препарати                                                  |
| (C10AX01) | Декстротироксин                                                                   |
| (C10AX02) | Пробукол                                                                          |
| (C10AX03) | Тіаденол                                                                          |
| (C10AX05) | Меглутол                                                                          |
| (C10AX06) | Омега-3-тригліцериди, включаючи інші ефіри та кислоти                             |
| (C10AX07) | Піридоксаль 5-фосфат глутамат магнію                                              |
| (C10AX08) | Полікозанол                                                                       |
| (C10AX09) | Езетиміб                                                                          |
| (C10AX10) | Аліпоген типарвовек                                                               |
| (C10AX11) | Міпомерсен                                                                        |
| (C10AX12) | Ломітапід                                                                         |
| (C10AX13) | Еволокумаб                                                                        |
| (C10B)    | Ліпід-модифікуючі препарати, комбінації                                           |
| (C10BA)   | Інгібітори ГМГ КА редуктази в комбінації з іншими ліпід-модифікуючими препаратами |
| (C10BA01) | Ловастатин та нікотинова кислота                                                  |
| (C10BA02) | Симвастатин та езетиміб                                                           |
| (C10BA03) | Правастатин та фенофібрат                                                         |
| (C10BA04) | Симвастатин та фенофібрат                                                         |
| (C10BA05) | Аторвастатин та езетиміб                                                          |
| (C10BA06) | Розувастатин та езетиміб                                                          |
| (C10BX)   | Інгібітори ГМГ КА редуктази, інші комбінації                                      |
| (C10BX01) | Симвастатин та ацетилсаліцилова кислота                                           |
| (C10BX02) | Правастатин та ацетилсаліцилова кислота                                           |
| (C10BX03) | Аторвастатин та амлодипін                                                         |
| (C10BX04) | Симвастатин, ацетилсаліцилова кислота та раміприл                                 |
| (C10BX05) | Розувастатин та ацетилсаліцилова кислота                                          |
| (C10BX06) | Аторвастатин, ацетилсаліцилова кислота та раміприл                                |
| (C10BX07) | Розувастатин, амлодипін та лізиноприл                                             |
| (C10BX08) | Аторвастатин та ацетилсаліцилова кислота                                          |
| (C10BX09) | Розувастатин та амлодипін                                                         |
| (C10BX10) | Розувастатин та валсартан                                                         |
| (C10BX11) | Аторвастатин, амлодипін та периндоприл                                            |